# Copa Libertadores féminine 2011
Navigation
Édition précédente Édition suivante
La Copa Libertadores féminine 2011 est la 3e édition de la Copa Libertadores féminine, une compétition inter-clubs sud-américaine de football féminin organisée par la Confédération sud-américaine de football (CONMEBOL). Elle se déroule du 13 au 27 novembre 2011 à São José dos Campos au Brésil et oppose les meilleurs clubs des différents championnats sud-américains de la saison précédente.
La compétition est remportée par le São José Esporte Clube, qui bat en finale Colo-Colo sur le score de 1-0.

## Calendrier
| Nom                    | Dates                | Équipes participantes | Équipes restantes |
| ---------------------- | -------------------- | --------------------- | ----------------- |
| Phase de groupes       | du 13 au 21 novembre | 12                    | de 12 à 4         |
| Demi-finales           | jeudi 24 novembre    | 4                     | de 4 à 2          |
| Match pour la 3e place | dimanche 27 novembre | 2                     | -                 |
| Finale                 | dimanche 27 novembre | 2                     | de 2 à 1          |

## Stades
| São José dos Campos                                   | São José dos Campos                        |
| ----------------------------------------------------- | ------------------------------------------ |
| Estádio Martins Pereira (en) Capacité : 20 000 places | Stade ADC Parahyba Capacité : 2 500 places |
| Estádio Martins Pereira                               |                                            |

## Participants
Un total de 12 équipes provenant des 10 associations membres de la CONMEBOL participeront à la Copa Libertadores féminine 2011.
| - Santos FC Tenant du titre - São José EC Club de la ville organisatrice - Boca Juniors Champion d'Argentine 2010 - Gerimex Champion de Bolivie 2011 - CEPE-Caxias Vainqueur de la Coupe du Brésil 2010 - Colo-Colo Champion du Chili 2010 | - Santos FC Tenant du titre - São José EC Club de la ville organisatrice - Boca Juniors Champion d'Argentine 2010 - Gerimex Champion de Bolivie 2011 - CEPE-Caxias Vainqueur de la Coupe du Brésil 2010 - Colo-Colo Champion du Chili 2010 | - Santos FC Tenant du titre - São José EC Club de la ville organisatrice - Boca Juniors Champion d'Argentine 2010 - Gerimex Champion de Bolivie 2011 - CEPE-Caxias Vainqueur de la Coupe du Brésil 2010 - Colo-Colo Champion du Chili 2010 | - Santos FC Tenant du titre - São José EC Club de la ville organisatrice - Boca Juniors Champion d'Argentine 2010 - Gerimex Champion de Bolivie 2011 - CEPE-Caxias Vainqueur de la Coupe du Brésil 2010 - Colo-Colo Champion du Chili 2010 | - Santos FC Tenant du titre - São José EC Club de la ville organisatrice - Boca Juniors Champion d'Argentine 2010 - Gerimex Champion de Bolivie 2011 - CEPE-Caxias Vainqueur de la Coupe du Brésil 2010 - Colo-Colo Champion du Chili 2010 | - Santos FC Tenant du titre - São José EC Club de la ville organisatrice - Boca Juniors Champion d'Argentine 2010 - Gerimex Champion de Bolivie 2011 - CEPE-Caxias Vainqueur de la Coupe du Brésil 2010 - Colo-Colo Champion du Chili 2010 | - Santos FC Tenant du titre - São José EC Club de la ville organisatrice - Boca Juniors Champion d'Argentine 2010 - Gerimex Champion de Bolivie 2011 - CEPE-Caxias Vainqueur de la Coupe du Brésil 2010 - Colo-Colo Champion du Chili 2010 | - Santos FC Tenant du titre - São José EC Club de la ville organisatrice - Boca Juniors Champion d'Argentine 2010 - Gerimex Champion de Bolivie 2011 - CEPE-Caxias Vainqueur de la Coupe du Brésil 2010 - Colo-Colo Champion du Chili 2010 | - Formas Íntimas Club représentant la Colombie - LDU Quito Club représentant l'Équateur - Universidad Autónoma Champion du Paraguay 2010 - JC Sport Girls Champion du Pérou 2011 - Nacional Champion d'Uruguay 2010 - Caracas FC Champion du Venezuela 2011 | - Formas Íntimas Club représentant la Colombie - LDU Quito Club représentant l'Équateur - Universidad Autónoma Champion du Paraguay 2010 - JC Sport Girls Champion du Pérou 2011 - Nacional Champion d'Uruguay 2010 - Caracas FC Champion du Venezuela 2011 | - Formas Íntimas Club représentant la Colombie - LDU Quito Club représentant l'Équateur - Universidad Autónoma Champion du Paraguay 2010 - JC Sport Girls Champion du Pérou 2011 - Nacional Champion d'Uruguay 2010 - Caracas FC Champion du Venezuela 2011 | - Formas Íntimas Club représentant la Colombie - LDU Quito Club représentant l'Équateur - Universidad Autónoma Champion du Paraguay 2010 - JC Sport Girls Champion du Pérou 2011 - Nacional Champion d'Uruguay 2010 - Caracas FC Champion du Venezuela 2011 | - Formas Íntimas Club représentant la Colombie - LDU Quito Club représentant l'Équateur - Universidad Autónoma Champion du Paraguay 2010 - JC Sport Girls Champion du Pérou 2011 - Nacional Champion d'Uruguay 2010 - Caracas FC Champion du Venezuela 2011 | - Formas Íntimas Club représentant la Colombie - LDU Quito Club représentant l'Équateur - Universidad Autónoma Champion du Paraguay 2010 - JC Sport Girls Champion du Pérou 2011 - Nacional Champion d'Uruguay 2010 - Caracas FC Champion du Venezuela 2011 | - Formas Íntimas Club représentant la Colombie - LDU Quito Club représentant l'Équateur - Universidad Autónoma Champion du Paraguay 2010 - JC Sport Girls Champion du Pérou 2011 - Nacional Champion d'Uruguay 2010 - Caracas FC Champion du Venezuela 2011 | - Formas Íntimas Club représentant la Colombie - LDU Quito Club représentant l'Équateur - Universidad Autónoma Champion du Paraguay 2010 - JC Sport Girls Champion du Pérou 2011 - Nacional Champion d'Uruguay 2010 - Caracas FC Champion du Venezuela 2011 |

## Compétition

### Phase de groupes
La phase de groupes sous forme de trois groupes de quatre équipes se déroule du 13 au 21 novembre.
Les premiers de chaque groupe se qualifient pour les demi-finales, ainsi que le meilleur deuxième.
Légende des classements
- Qualification pour les demi-finales
- Deuxième du groupe

Légende des résultats
- Victoire  du club
- Match nul
- Défaite du club

#### Groupe A
| Rang | Équipe               | Pts | J | G | N | P | Bp | Bc | Diff |  | Résultats            |  |     |     |     |
| ---- | -------------------- | --- | - | - | - | - | -- | -- | ---- |  | -------------------- |  | --- | --- | --- |
| 1    | Colo-Colo            | 7   | 3 | 2 | 1 | 0 | 9  | 3  | +6   |  | Colo-Colo            |  | 2-2 | 2-1 | 5-0 |
| 2    | Universidad Autónoma | 5   | 3 | 1 | 2 | 0 | 7  | 3  | +4   |  | Universidad Autónoma |  |     | 0-0 | 5-1 |
| 3    | CEPE-Caxias          | 4   | 3 | 1 | 1 | 1 | 5  | 2  | +3   |  | CEPE-Caxias          |  |     |     | 4-0 |
| 4    | JC Sport Girls       | 0   | 3 | 0 | 0 | 3 | 1  | 14 | -13  |  | JC Sport Girls       |  |     |     |     |

#### Groupe B
| Rang | Équipe     | Pts | J | G | N | P | Bp | Bc | Diff |  | Résultats  |  |     |     |     |
| ---- | ---------- | --- | - | - | - | - | -- | -- | ---- |  | ---------- |  | --- | --- | --- |
| 1    | Santos FC  | 9   | 3 | 3 | 0 | 0 | 15 | 2  | +13  |  | Santos FC  |  | 4-2 | 4-0 | 7-0 |
| 2    | Caracas FC | 6   | 3 | 2 | 0 | 1 | 13 | 4  | +9   |  | Caracas FC |  |     | 6-0 | 5-0 |
| 3    | Gerimex    | 1   | 3 | 0 | 1 | 2 | 1  | 11 | -10  |  | Gerimex    |  |     |     | 1-1 |
| 4    | Nacional   | 1   | 3 | 0 | 1 | 2 | 1  | 13 | -12  |  | Nacional   |  |     |     |     |

#### Groupe C
| Rang | Équipe         | Pts | J | G | N | P | Bp | Bc | Diff |  | Résultats      |  |     |     |     |
| ---- | -------------- | --- | - | - | - | - | -- | -- | ---- |  | -------------- |  | --- | --- | --- |
| 1    | São José EC    | 7   | 3 | 2 | 1 | 0 | 7  | 4  | +3   |  | São José EC    |  | 4-4 | 2-0 | 1-0 |
| 2    | Formas Íntimas | 4   | 3 | 1 | 1 | 1 | 9  | 9  | 0    |  | Formas Íntimas |  |     | 2-3 | 3-2 |
| 3    | Boca Juniors   | 3   | 3 | 1 | 0 | 2 | 6  | 6  | 0    |  | Boca Juniors   |  |     |     | 4-2 |
| 4    | LDU Quito      | 3   | 3 | 1 | 0 | 2 | 5  | 8  | -3   |  | LDU Quito      |  |     |     |     |

#### Deuxièmes des groupes
Le deuxième présentant les meilleurs résultats se qualifie pour les demi-finales. Les deux autres sont éliminés.
| Grp | Club                 | Pts | J | G | N | P | Bp | Bc | Diff |
| --- | -------------------- | --- | - | - | - | - | -- | -- | ---- |
| B   | Caracas FC           | 6   | 3 | 2 | 0 | 1 | 13 | 4  | +9   |
| A   | Universidad Autónoma | 5   | 3 | 1 | 2 | 0 | 7  | 3  | +4   |
| C   | Formas Íntimas       | 4   | 3 | 1 | 1 | 1 | 9  | 9  | 0    |

### Phase à élimination directe
|  | Demi-finales | Demi-finales |                        |   | Finale      | Finale      |
|  | Demi-finales | Demi-finales |                        |   | Finale      | Finale      |
|  |              |              |                        |   |             |             |
|  | 24 novembre  | 24 novembre  |                        |   | 27 novembre | 27 novembre |
|  | 24 novembre  | 24 novembre  |                        |   | 27 novembre | 27 novembre |
|  | Santos FC    | 1            |                        |   | 27 novembre | 27 novembre |
|  | Santos FC    | 1            |                        |   | 27 novembre | 27 novembre |
|  | São José EC  | 2            |                        |   | 27 novembre | 27 novembre |
|  | São José EC  | 2            | São José EC            | 1 |             |             |
|  | 24 novembre  |              | São José EC            | 1 |             |             |
|  |              | Colo-Colo    | 0                      |   |             |             |
|  | Colo-Colo    | Colo-Colo    | 0                      | 4 |             |             |
|  | Colo-Colo    |              |                        | 4 |             |             |
|  | Caracas FC   | 1            |                        |   |             |             |
|  | Caracas FC   | 1            | Match pour la 3e place |   |             |             |
|  |              |              |                        |   |             |             |
|  | 27 novembre  |              |                        |   |             |             |
|  |              |              |                        |   |             |             |
|  | Santos FC    | 6            |                        |   |             |             |
|  | Santos FC    | 6            |                        |   |             |             |
|  | Caracas FC   | 0            |                        |   |             |             |
|  | Caracas FC   | 0            |                        |   |             |             |